# Sveti Jurij v Slovenskih Goricah
Sveti Jurij v Slovenskih Goricah (esloveno: Občina Sveti Jurij v Slovenskih goricah  [ˈsʋeːti ˈjuːɾii̯ ʍ slɔˈʋeːnskiɣ ɡɔˈɾiːtsax]; literalmente "San Jorge en las Colinas Eslovenas") es un municipio de Eslovenia, situado en el noreste del país. Su capital es la localidad de Jurovski Dol. Pertenece a la región estadística del Drava y a la región histórica de Baja Estiria.
En 2019, el municipio tenía una población de 2075 habitantes.
El municipio fue creado en 2006 al separarse del vecino municipio de Lenart.

## Localidades
El municipio comprende los pueblos de Jurovski Dol (la capital), Malna, Spodnji Gasteraj, Srednji Gasteraj, Varda, Zgornje Partinje, Zgornji Gasteraj y Žitence.